# Marina (powieść)
Marina – czwarta powieść hiszpańskiego pisarza Carlosa Ruiza Zafóna. W Polsce opublikowana po raz pierwszy w listopadzie 2009 nakładem wydawnictwa Muza (przetłumaczyli: Katarzyna Okrasko i Carlos Marrodán Casas). Jej premiera miała miejsce dziesięć lat wcześniej w Hiszpanii (1999). W zamyśle autora miała być powieścią dla młodzieży. Według autora darzy on ją największym sentymentem ze wszystkich napisanych przez siebie.

## Opis fabuły

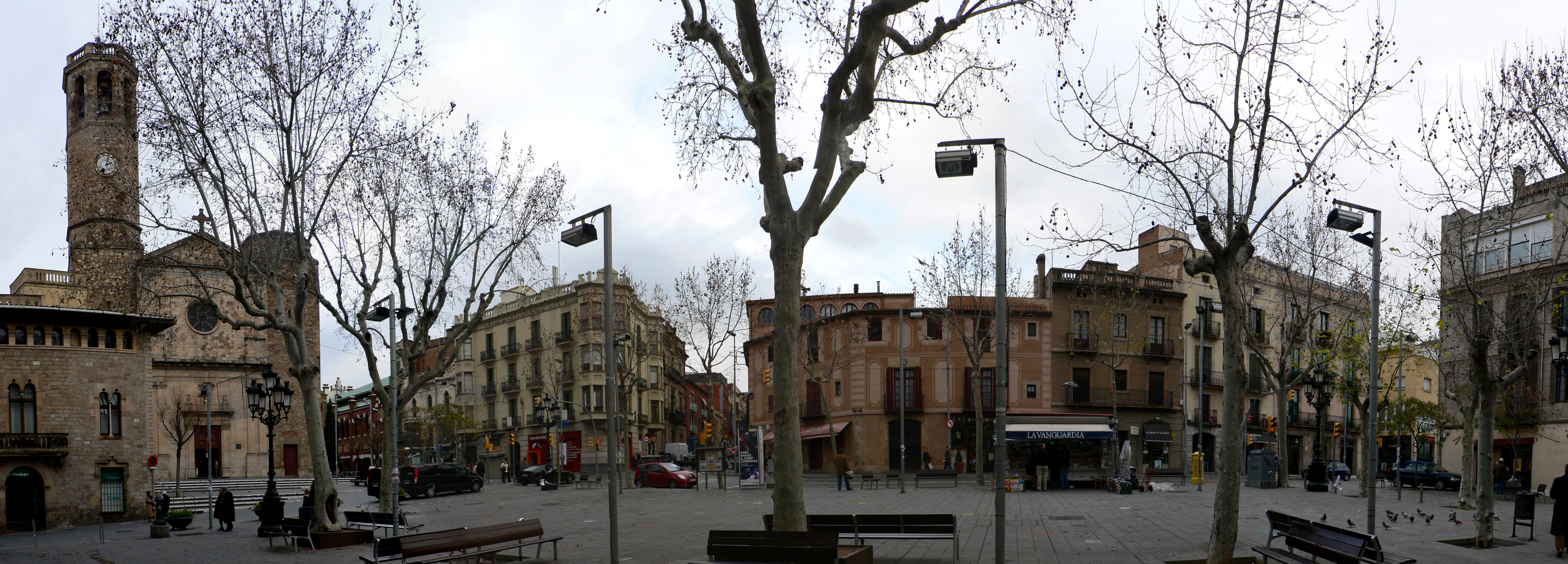
Plaça de Sarrià - ważne miejsce akcji

Akcja powieści rozgrywa się w Barcelonie w latach 1979/1980 (do maja 1980). Piętnastoletni Óscar Drai jest zauroczony atmosferą podupadających secesyjnych pałacyków otaczających jego szkołę z internatem przy drodze do Vallvidrery (odnoga od Paseo de la Bonanova). Pewnego dnia wśród nich spotyka Marinę Blau (córkę malarza Germána). Od pierwszego wejrzenia wydaje mu się ona nie mniej fascynująca niż sekrety dawnej Barcelony.
Óscar i jego przyjaciółka zaczynają śledzić zagadkową damę w czerni, odwiedzającą co miesiąc bezimienny grób na cmentarzu w dzielnicy Sarriá. Przypadkiem zostają uwikłani w finał historii rodem z Frankensteina i XIX-wiecznych thrillerów.
Pozostałe postacie:
- JF - kolega Óscara z internatu, libertyński poeta, hipochondryk,
- ojciec Seguí - opiekun Óscara w internacie,
- Kirsten Auermann - żona Germána,
- Michal Kolvenik - tragiczna postać powieści, inżynier, twórca mechanizmów zastępujących ludzkie części ciała, pochodził z Czech (wychował się w kanałach Pragi),
- Antonin Kolvenik - praski lekarz, adoptował i wychował Michala,
- Eva Irinova - śpiewaczka operowa, ukochana Michala, oszpecona witriolem w dniu ślubu z Michalem,
- Benjamín Sentís - wspólnik Kolvenika w firmie Velo-Granell (produkcja protez),
- Joan Shelley - lekarz, przyjaciel Kolvenika, z pochodzenia Anglik,
- María Shelley - początkowo przedstawiana jako córka doktora Shelleya - w końcowej fazie powieści ujawnia prawdziwą tożsamość,
- Víctor Florían - inspektor policji barcelońskiej,
- Luis Claret i Milá - kierowca Kolvenika i jego zaufany przyjaciel,
- Damián Rojas - lekarz Mariny,
- doña Paula - pomoc techniczna w internacie,
- Kafka - kot Germána i Mariny.

## Informacje o książce
- Wymiary: 135x210
- Liczba stron: 304
- oprawa miękka ISBN 978-83-7495-767-0
- oprawa twarda ISBN 978-83-7495-770-0
- Muza SA, Warszawa 2009